# Bretagne Porte de Loire Communauté
Die Bretagne Porte de Loire Communauté ist ein französischer Gemeindeverband mit der Rechtsform einer Communauté de communes im Département Ille-et-Vilaine in der Region Bretagne. Er wurde am 1. Januar 2017 gegründet und umfasst zwanzig Gemeinden. Sitz der Verwaltung ist Bain-de-Bretagne.

## Gründung
Als Nachfolgeorganisation der Gemeindeverbände Moyenne Vilaine et Semnon und der Pays du Grand Fougeray entstand sie mit Wirkung vom 1. Januar 2017. Zu ihr gehören dieselben 20 Gemeinden wie zum Kanton Bain-de-Bretagne in den Grenzen seit 2015.

## Mitgliedsgemeinden
Die Bretagne Porte de Loire Communauté besteht aus folgenden 20 Gemeinden:
| Gemeinde                           | Gallo                  | Bretonisch            | Einwohner (2022) | Fläche (km²) | Code postal | Code Insee |
| ---------------------------------- | ---------------------- | --------------------- | ---------------- | ------------ | ----------- | ---------- |
| Bain-de-Bretagne                   | Boéin                  | Baen-Veur             | 7.704            | 64,77        | 35470       | 35012      |
| Chanteloup                         | Chaunteló              | Kantlou               | 1.881            | 17,53        | 35150       | 35054      |
| Crevin                             | Créven                 | Kreven                | 2.790            | 8,31         | 35320       | 35090      |
| Ercé-en-Lamée                      | Erczaé                 | Herzieg-Mez           | 1.568            | 39,21        | 35620       | 35106      |
| Grand-Fougeray                     | Graund-Foujeraè        | Felgerieg-Veur        | 2.523            | 55,42        | 35390       | 35124      |
| La Bosse-de-Bretagne               | La Bocz                | Bosenn                | 691              | 10,21        | 35320       | 35030      |
| La Couyère                         | La Cóyèrr              | Ar Gouer              | 447              | 11,72        | 35320       | 35089      |
| La Dominelais                      | -                      | Doveneleg             | 1.414            | 32,45        | 35390       | 35098      |
| La Noë-Blanche                     | La Nóe-Blaunch         | Ar Wazh-Wenn          | 1.007            | 23,18        | 35470       | 35202      |
| Lalleu                             | Laloe                  | An Alloz              | 581              | 15,47        | 35320       | 35140      |
| Le Petit-Fougeray                  | Le Petit-Foujeraè      | Felgerieg-Vihan       | 886              | 8,95         | 35320       | 35218      |
| Le Sel-de-Bretagne                 | Le Saèu                | Ar Sal                | 1.102            | 8,10         | 35320       | 35322      |
| Pancé                              | Panczaé                | Pantieg               | 1.171            | 19,33        | 35320       | 35212      |
| Pléchâtel                          | Ploechastèu            | Plegastell            | 2.796            | 36,32        | 35470       | 35221      |
| Poligné                            | Polinyae               | Polinieg              | 1.245            | 9,24         | 35320       | 35231      |
| Sainte-Anne-sur-Vilaine            | Saentt-Ann-sur-Vilaèyn | Santez-Anna-ar-Gwilen | 1.032            | 28,57        | 35390       | 35249      |
| Saint-Sulpice-des-Landes           | -                      | Sant-Suleg-al-Lann    | 827              | 11,19        | 35390       | 35316      |
| Saulnières                         | Saunierr               | Saoner                | 798              | 10,34        | 35320       | 35321      |
| Teillay                            | Teilhàe                | Tilheg                | 1.103            | 26,21        | 35620       | 35332      |
| Tresbœuf                           | Tresboe                | Trevo                 | 1.235            | 25,33        | 35320       | 35343      |
| Bretagne Porte de Loire Communauté |                        |                       | 32.801           | 461,85       | -           | -          |

## Allgemeines
Der Rat des Gemeindeverbands besteht aus 37 Mitgliedern. Bain-de-Bretagne stellt 8, Crevin, Grand-Fougeray und Pléchâtel jeweils 3 sowie Chanteloup, Ercé-en-Lamée, La Dominelais und Tresbœuf jeweils 2 Mitglieder. Alle anderen Gemeinden sind mit je 1 Mitglied vertreten.